# Polar (bière)
Pour les articles homonymes, voir Polar.
Polar est une marque de bière produite au Venezuela par l'entreprise Empresas Polar CA, premier producteur de bière du pays avec 86 % des ventes en 2013. L'entreprise, fondé en 1941 à Caracas, fabrique et commercialise quatre autres marques de bière, dont Solera et Solera Light.